# Franz Xaver Bernhard

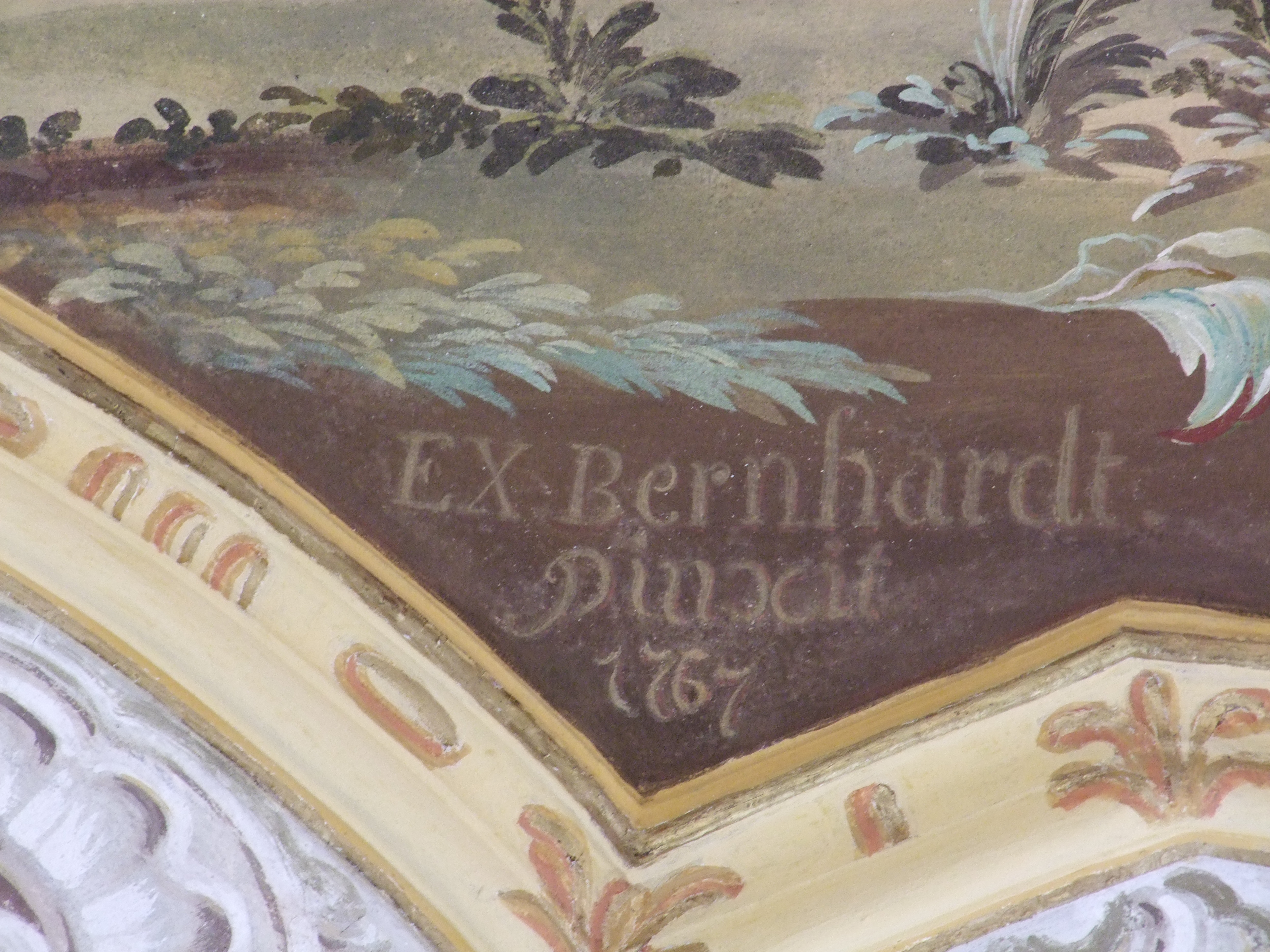
Signatur Bernhards in der Kirche zu Apfeltrach

Franz Xaver Bernhard, auch Franz Xaver Bernhardt (* 8. August 1726 in Eggenthal; † 21. Februar 1780 ebenda) war ein deutscher Kirchenmaler des Barock.

## Leben
Bernhard entstammte einer Malerfamilie aus Murnau. Sein Vater Joseph Bernhard ließ sich im frühen 18. Jahrhundert im Stiftsgebiet des Klosters Irsee nieder und freskierte in schwäbischen Kirchen, z. B. in Langenneufnach und St. Vitus in Derndorf. Franz Xaver Bernhard arbeitete überwiegend im Gebiet des Reichsstifts Irsee und dessen Umgebung als Freskant, Tafel- und Fassmaler. Bernhard werden neben vielen Fresken auch Porträts der Irseer Äbte Aemilian Mock im Pfarrhof Pforzen sowie von Bernhard Beck unter der Westempore der Klosterkirche Irsee zugeschrieben.

## Werk
Bernhards Fresken werden in der einschlägigen Literatur als „von durchschnittlicher, ländlicher Qualität“ bezeichnet und sind in vielen ländlichen Kirchen Oberschwabens zu finden.

### Werkverzeichnis
- 1754: Kreuzwegstationen für Rieden, heute in der Pfarrkirche St. Martin in Schlingen
- 1757: Deckengemälde in der Sebastianskapelle in Ingenried bei Pforzen
- 1758: Deckenfresko in der Wallfahrtskapelle Maria Seelenberg in Eggenthal
- 1763: Fassung der Steinaltäre in St. Martin, Schlingen, später auch des Hochaltars
- 1764: Deckenfresko in der Pfarrkirche St. Nikolaus in Leinau
- 1764: Deckenfresko in der Pfarrkirche St. Ulrich in Warmisried
- 1766: Halbfigurenbilder und Fresken in der Pfarrkirche St. Bartholomäus in Apfeltrach
- 1767: Deckenfresken in St. Laurentius in Ingenried
- 1768: Deckenfresken in der Grabkapelle auf dem Kalvarienberg in Weiler bei Bidingen
- 1771: Deckenfresken in der Kirche St. Magnus in Geislatsried bei Bidingen
- 1772: Deckenfresken in St. Margareta in Irsingen
- 1774: Deckenfresken in der Pfarrkirche St. Stephan in Irsee
- 1774: Deckenfresken in der Kapelle St. Joseph in Tannenberg bei Burggen
- 1775: Chorfresko in der Pfarrkirche St. Nikolaus in Bernbeuren (nach Skizzen von Bergmiller)
- 1775: Fresken in der Pfarrkirche St. Michael in Haselbach bei Neuburg a. D.
- 1778: Fresken in der Pfarrkirche Burggen bei Schongau